# Koriaki
Koriaki (en rus: Коряки) és un poble (un possiólok) del krai de Kamtxatka, que el 2020 tenia 2.793 habitants. Pertany al districte de Iélizovo.